# Palais des Fêtes de Strasbourg
Le palais des Fêtes, à l'origine Sängerhaus en allemand aussi appelé Gsangverein par métonymie en alsacien, est une salle de spectacle strasbourgeoise de 1 200 places située dans le quartier de la Neustadt. Ce bâtiment à l'angle du 5, rue Sellénick,des 2-4, rue de Phalsbourg et du 34, Boulevard Clemenceau résulte d'une commande passée en 1897 par le Straßburger Männer Gesangverein.
Le Palais des Fêtes demeure durant plusieurs décennies la principale salle de concerts de la Ville jusqu'à la mise en service du Palais de la Musique et des Congrès en 1975. 
Le bâtiment est classé monument historique depuis 2007, et a bénéficié d'une rénovation complète entre 2012 et 2020. Le lieu accueille à nouveau des concerts. 
Il s'agit de l'une des rares salles de France comportant un orgue (aujourd'hui en restauration). Au même titre que l'orgue de la Philharmonie de Paris situé dans la Grande Salle Pierre Boulez (2400 places) à la Villette, l'auditorium de Radio France à la Maison de la Radio et de la Musique, le théâtre des Champs Elysées ou encore l'Auditorium Maurice-Ravel de Lyon, cette spécificité strasbourgeoise est inaugurée en 1909. 

## Historique
L’association strasbourgeoise de chant choral masculin (« der Straßburger Männer Gesangverein ») fondée en 1872, est une société du Land Elsass-Lothringen. En 1890, elle donne naissance à la Fédération des chanteurs d’Alsace-Lorraine. À partir de 1897, le soutien financier du ministère (allemand) ainsi que des dons privés permettent à l'association de commanditer le « Sängerhaus », aujourd'hui appelé Palais des Fêtes. 
Le bâtiment doit à l'origine abriter entre autres une salle de concert de 1750 places, une salle de restaurant, une salle de répétition et une bibliothèque. Le bâtiment est dès la fin de sa construction un haut lieu de la vie culturelle strasbourgeoise et régionale. Il accueillait dans les années 1920 la Fête musicale d’Alsace-Lorraine.

### Construction
L'ensemble a été édifié d'après les plans d'un duo d'architectes ; Richard Kuder et Joseph Müller. Le permis de construire est accordé en juillet 1899 et les travaux prennent fin le 31 janvier 1903. Le Sängerhaus est l'une des premières constructions en béton armé de Strasbourg; les plafonds et planchers étant réalisés par l'entreprise d'Edouard Zublin, qui exploite les techniques mises au point par l’entrepreneur parisien François Hennebique. Après 1903, les demandes de permis de construire restent nombreuses et concernent des modifications, demandées par les architectes (Müller en 1909, 1912) ou d'autres personnalités comme l'entrepreneur Zublin, Florent Rudloff et en 1906 par Osterloff.
Le Palais des fêtes, qui appartient à la Ville (redevenue française) depuis 1922, se prolonge avec un autre bâtiment probablement construit au début des années 1920 au 2 rue de Phalsbourg/34 Boulevard Clemenceau, dans une aile appelée « Marseillaise ». Cette extension accueille de nos jours le Centre chorégraphique de Strasbourg. 

## Architecture et travaux

### Architecture
Construit en 1903 par Joseph Müller et Richard Kuder, les architectes ont décidé de mélanger plusieurs styles : les pignons et les tourelles d'angle sont de styles néo-gothique et néo-renaissance, alors que les fenêtres et le balcon sont de style Art Nouveau, comme la grande salle de concert. 

### Rénovation complète
Fermé de 2012 à 2020, date de la rénovation de la grande salle de concerts, le Palais des fêtes a fait l'objet d'une rénovation complète. Dix ans après les travaux de ravalement extérieur, l'édifice est en rénovation complète à l'intérieur, en toiture et ravalement de la façade côté cour.

## Orgue

### Histoire
À l'achèvement de la grande salle de concert en 1903, il manquait encore « der schönste Schmuck » (le plus bel ornement). Rapidement est proposée l'idée par le Dr Ehrissmann, d'ajouter un orgue à l'édifice. Un comité d'expert se met en œuvre, rassemblant Alexandre Guilmant, Eugène Gigout, Max Reger, Karl Straube, Louis Vierne et Charles-Marie Widor, les plus grands organistes (allemands et français) du début du XXe siècle. Ils optent pour un orgue pneumatique. Supervisée par Marie-Joseph Erb, Émile Krupp, organiste à Saint-Paul et Albert Schweitzer, la réalisation du futur instrument est confiée par le Dr Schweitzer à son facteur « favori » : Dalstein-Haerpfer. Les 56 jeux sont pensés dans le cadre d'un orgue « de concert ». La plaquette cite le nombre de tuyaux, soit 3912, dont 3550 en métal.  

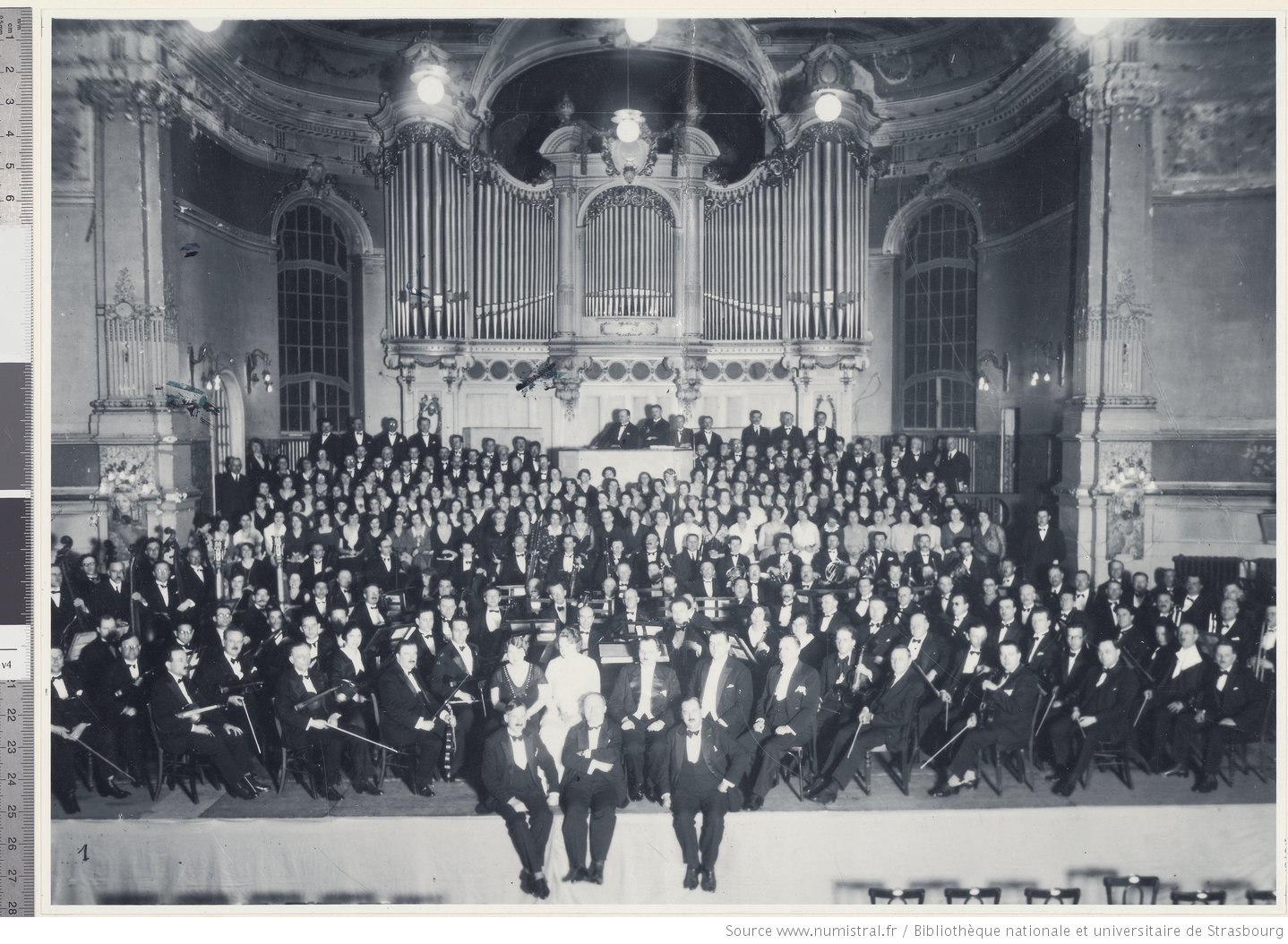
Au Festival de Strasbourg, Fritz Munch, l'Orchestre municipal de Strasbourg et le Chœur de Saint-Guillaume au Palais des fêtes de Strasbourg en 1932 posent devant l'orgue Dalstein-Haerpfer.

Les travaux débutent en janvier 1909 et le 2 décembre deux concerts magistraux sont donnés. Une symphonie d'Erb, composée pour l'occasion se mêle en seconde partie à la Sinfonia sacra, Op 81 de Widor. Les récitals de Gigout et Joseph Bonnet le jour suivant clôturent l'évènement.  
En 1958, Muhleisen électrifie la transmission et pose une console mobile. La console est alors tournée vers la salle, sur le modèle de Saint-Sulpice à Paris. La manufacture fait deux relevages de l'instrument en 1981 et en 2001. 
Cependant depuis une quinzaine d'années, de nombreux jeux sont muets, l'instrument a perdu de sa superbe. Un relevage ne suffit plus, il faut prévoir une restauration en profondeur. Un grand projet de restauration du grand orgue est lancé par la ville de Strasbourg, propriétaire actuel de l'instrument.

## Collectif Palais des Fêtes
Depuis octobre 2021, l'association du Collectif Palais des Fêtes réunit une trentaine d'acteurs culturels de Strasbourg et de sa région. L'association a pour but de promouvoir et d'organiser des manifestations culturelles au Palais des Fêtes pour rouvrir ce lieu historique au grand public. Entre le 1er et le 18 juin 2023, le Collectif Palais des Fêtes organisera un festival pour célébrer le 120e anniversaire du bâtiment. La date correspond à l'ancien festival de musique de Strasbourg qui se tenait en ce lieu. 